# Kunstig gravitation
Kunstig gravitation er skabelsen af en inertikraft, der efterligner virkningerne af en gravitation, normalt ved rotation. Kunstig gravitation eller rotationsgravitation er således udseendet af en centrifugalkraft i en roterende referenceramme (transmissionen af centripetalacceleration via normalkraft i den ikke-roterende referenceramme), i modsætning til den kraft, der opleves ved lineær acceleration, som ved ækvivalensprincippet ikke kan skelnes fra gravitationen. I en mere generel forstand kan "kunstig gravitation" også referere til effekten af lineær acceleration, f.eks. ved hjælp af en raketmotor.
Rotationssimuleret gravitation er blevet brugt i simuleringer for at hjælpe astronauter med at træne til ekstreme forhold. Rotationssimuleret gravitation er blevet foreslået som en løsning i menneskelig rumflyvning på de negative sundhedseffekter forårsaget af langvarig vægtløshed. Imidlertid er der ingen aktuelle praktiske anvendelser af kunstig gravitation i det ydre rum for mennesker, på grund af bekymringer om størrelsen og omkostningerne ved et rumfartøj, der er nødvendigt for at producere en nyttig centripetalkraft, der kan sammenlignes med gravitationsfeltstyrken på Jorden (g). Forskere er bekymrede over effekten af et sådant system på beboernes indre øre. Bekymringen er, at brug af centripetalkraft til at skabe kunstig gravitation vil forårsage forstyrrelser i det indre øre, hvilket fører til kvalme og desorientering. De negative virkninger kan vise sig at være utålelige for beboerne.